# Lê Thị Hoàng Ngọc
Lê Thị Hoàng Ngọc (sinh ngày 1 tháng 7 năm 1982 tại Hưng Yên) là một vận động viên bắn súng thể thao Việt Nam. Cô đã thi đấu nội dung súng ngắn hơi 10 mét nữ, đạt được thứ hạng 21, và nội dung súng ngắn 25 mét nữ, đạt được thứ hạng 32 tại Thế vận hội Mùa hè 2012.